# Shift4 Payments

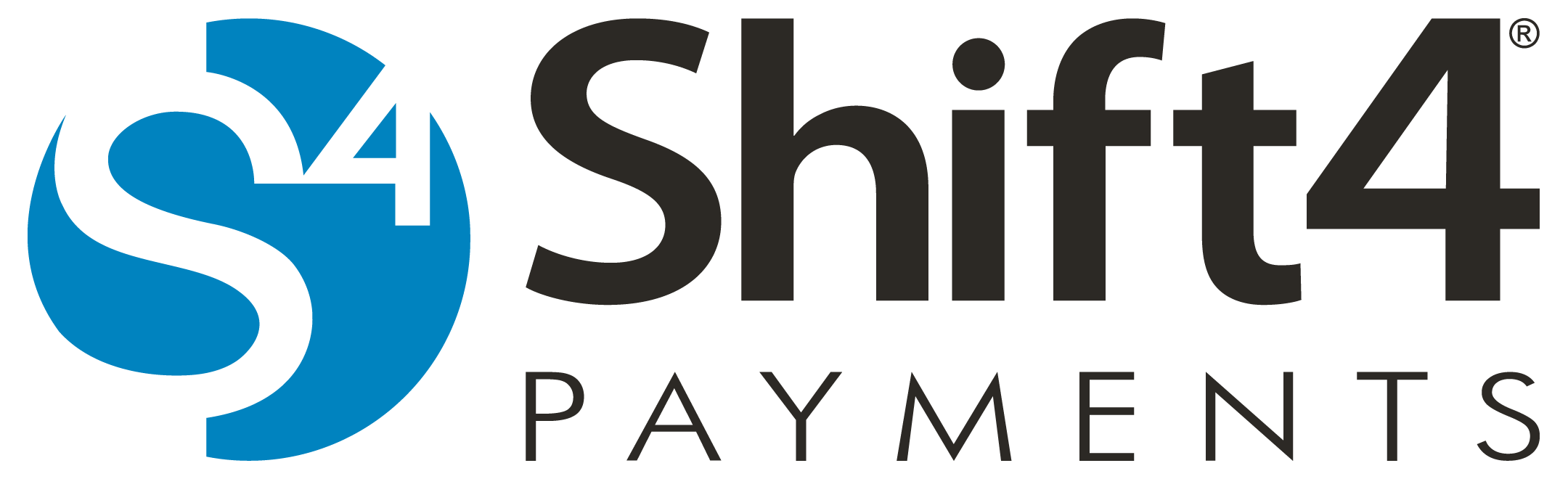
Historisches Logo

Shift4 Payments ist ein an der New York Stock Exchange börsennotiertes Zahlungsverarbeitungsunternehmen mit rechtlichem Sitz in Allentown (Pennsylvania) und Hauptverwaltung in Center Valley, Pennsylvania. Das 1999 von dem damals 16-jährigen Jared Isaacman gegründete Unternehmen verarbeitet Zahlungen für über 200.000 Unternehmen in den Branchen Einzelhandel, Gastgewerbe, Freizeit und Restaurants. Shift4 ist spezialisiert auf Commerce-Lösungen, wie mobile Zahlungssoftware und -hardware. Als das Unternehmen im Jahr 2020 an die Börse ging, war Isaacman immer noch der CEO.

## Geschichte
1999 gründete Isaacman das Zahlungsabwicklungsunternehmen United Bank Card, das später in Harbortouch umbenannt wurde, mit Sitz in Pennsylvania. Im Jahr 2015 war er weiterhin CEO, als sich sein Unternehmen „über ein Jahrzehnt als profitabel ausgezeichnet, in einem Jahr 11 Milliarden US-Dollar Umsatz gemacht und 60.000 Kunden hatte.“ 2020 wurde das Unternehmen in Shift4 Payments umbenannt, Isaacman blieb CEO.
Im Juni 2024 wurde die Übernahme eines Mehrheitsanteils am deutschen Anbieter von Kassensystemen, Vectron Systems, bekanntgegeben.
Im Februar 2025 kündigte Shift4 Payments die Übernahme von Global Blue Group Holding AG an, einem führenden Anbieter von steuerfreien Einkaufs- und Zahlungslösungen für Luxusmarken, für 7,50 US-Dollar pro Aktie in bar, was einem Unternehmenswert von etwa 2,5 Milliarden US-Dollar entspricht.